# Turó de la Cau
|  | No s'ha de confondre amb Puig de la Cau. |

El Turó de la Cau és una muntanya de 1056,0 metres al municipi de Sant Hilari Sacalm, a la comarca de la Selva.